# İdil Eser
İdil Eser (geboren 1963 in Istanbul) ist eine türkische Menschenrechtsaktivistin und Vorsitzende von Amnesty International in der Türkei. Am 3. Juli 2020 wurde sie in Istanbul wegen ihrer Menschenrechtsarbeit zu zwei Jahren Haft verurteilt.

## Leben
Eser besuchte das Amerikanische Gymnasium Üsküdar und studierte zunächst für den Bachelor-Abschluss an der Universität Istanbul. Danach ging Eser zum Studium in die USA an die Columbia University und erwarb dort im Zweig International Affairs den Master. Während ihrer Doktorarbeit über russische Geschichte kehrte Eser aufgrund familiärer Umstände in die Türkei zurück. Sie war dort als freiberufliche Übersetzerin und als Mitarbeiterin verschiedener NGOs oder Stiftungen tätig. Dazu gehörten beispielsweise die TEMA-Stiftung im Bereich Umweltschutz oder die Helsinki Citizens Assembly im Bereich der Menschenrechte. Am 2. Mai 2016 wurde Eser Direktorin der türkischen Amnesty-Sektion.
Eser ist Übersetzerin eines Buches von Renee Prendergast, das im Türkischen den Titel Küresel Kalkınma ve Piyasa Güçleri trägt.

## Verhaftung und Untersuchungshaft
Am 5. Juli 2017 wurde Eser aufgrund angeblicher Verbindungen zur in der Türkei FETÖ genannten Gülen-Bewegung festgenommen. Dies geschah während eines Amnesty-Workshops mit dem Thema „Digitale Sicherheit und Informationsmanagement“ auf der Insel Büyükada. Insgesamt wurden zehn Menschenrechtsvertreter, darunter der deutsche Amnesty-International-Mitarbeiter Peter Steudtner, festgenommen. Vier der Verhafteten wurden unter Auflagen frei gelassen: İlknur Üstün (Women’s Coalition), Şeyhmus Özbekli (Rights Initiative), Nejat Taştan (Equal Rights Watch Association) und Nalan Erkem (Citizens’ Assembly).
Am 18. Juli 2017 wurde Untersuchungshaft gegen sechs Menschenrechtsaktivisten verhängt. Der Vorwurf lautet „Unterstützung einer bewaffneten Terrororganisation“. Zuvor war bereits Taner Kılıç von Amnesty Türkei wegen derselben Vorwürfe festgenommen worden. Laut dem türkischen Präsidenten Recep Tayyip Erdoğan sollen die inhaftierten Personen an Treffen teilgenommen haben, bei denen eine Fortsetzung des gescheiterten Putschversuchs 2016 befürwortet worden sein soll. Regierungstreue Medien verbreiteten Meldungen über einen angeblichen „Chaosplan“, den die Festgenommenen ausgeheckt hätten. Die regierungsnahe Zeitung Star behauptete, Agenten der CIA und des MI6 hätten auf der Insel mehrere Versammlungen mit dem Ziel geleitet, einen Aufstand wie die Gezi-Proteste 2013 zu organisieren. Andere türkische Medien berichteten von Beweisen über Verbindungen zu kurdischen und linken Gruppen.
Nach mehr als 100 Tagen in Untersuchungshaft wurde Eser am 26. Oktober 2017 gemeinsam mit sieben weiteren Menschenrechtsaktivisten, darunter der Deutsche Peter Steudtner und der Schwede Ali Gharavi, freigelassen. Ein Gericht in Istanbul hatte einen Tag zuvor die Freilassung Steudtners und Gharavis ohne Auflagen beschlossen, während die mitangeklagten türkischen Menschenrechtler in dem Verfahren bis zu einen Urteil teilweise unter Auflagen auf freien Fuß gesetzt werden. Am 3. Juli 2020 wurde sie ebenso wie die beiden anderen langjährigen Amnesty-Mitglieder Özlem Dalkiran und Günal Kursun wegen der „wissentlichen und bereitwilligen Unterstützung einer terroristischen Vereinigung“ zu zwei Jahren Haft verurteilt, während der Ehrenvorsitzende Taner Kılıç zu 6 Jahren und 3 Monaten Haft wegen der angeblichen „Mitgliedschaft in einer Terrororganisation“ verurteilt wurde. Die übrigen sieben Angeklagten, unter ihnen der Deutsche Peter Steudtner und der Schwede Ali Gharavi, wurden freigesprochen. Der Amnesty-Vorsitzende in Deutschland, Markus N. Beeko, bezeichnete nach dem Urteil das Verfahren als „absurde Justizfarce“. Sämtliche Vorwürfe der Staatsanwaltschaft seien von der Verteidigung entkräftet worden, doch hätten die Richter auf Grund der „Instrumentalisierung der Justiz durch die türkischen Behörden“ kein unabhängiges Urteil gefällt.